# Odivelas
Odivelas (portugisiskt uttal: [oðiˈvɛlɐʃ] or [ɔðiˈvɛlɐʃ]
 ( lyssna)) är en stad och kommun i mellersta Portugal, 9 km nordväst om Lissabon.
Staden är huvudorten i Odivelas-kommunen, vilken ingår i Lissabon-distriktet, och är också en del av Storstadsområdet Lissabon (Área Metropolitana de Lisboa).
Kommunen har 145 142 invånare (2020) och en yta på 26 km². Den består av fyra freguesias (kommundelar).
- Odivelas
- Pontinha e Famões
- Póvoa de Santo Adrião e Olival Basto
- Ramada e Caneças

## Ortnamnet
Ortnamnet Odivelas består av två led där odi härstammar från arabiskans wadi (”flod”) och velas från det keltiska belis (”escuro”).